# Ars decorativa
Az Ars decorativa, mint alcíme is jelzi: az Iparművészeti Múzeum és a Hopp Ferenc Ázsiai Művészeti Múzeum évkönyve. ISSN száma 0133-6673.
1973-tól jelenik meg, 1973-1977 között évente egy kötetben, 1978-1991 között évente több számban, 1992-től évenként egy kötetben adták ki. Kiadója többször változott, jelenleg az Iparművészeti Múzeum adja ki. Szerkesztője Jakabffy Imre volt, jelenleg Simon Károly szerkeszti.